# Ippolito Caffi
Ippolito Caffi (Belluno, 16 ottobre 1809 – Lissa, 20 luglio 1866) è stato un pittore italiano.

## Biografia
Nato da Giacomo e da Maria Castellani, studiò a Belluno, poi a Padova con il cugino pittore Pietro Paoletti, che lavorava assieme a un altro pittore bellunese di gusto neoclassico, Giovanni De Min; infine all'Accademia di Venezia, dove poté conoscere i vedutisti veneziani del Settecento. È un esempio di questo periodo il suo Il ponte di Rialto, in Ca' Pesaro.
In quell'ambiente di seria applicazione, ma scarso respiro, Caffi cominciò a sentire un senso di disagio: così, nel gennaio del 1832, si trasferì a Roma insieme col cugino Paoletti. Frequentando la sua bottega, Caffi migliorò la propria tecnica, approfondendo il genere della veduta. Agli inizi del 1833 Caffi aprì un proprio studio, dedicandosi alla pittura dal vero e al disegno.

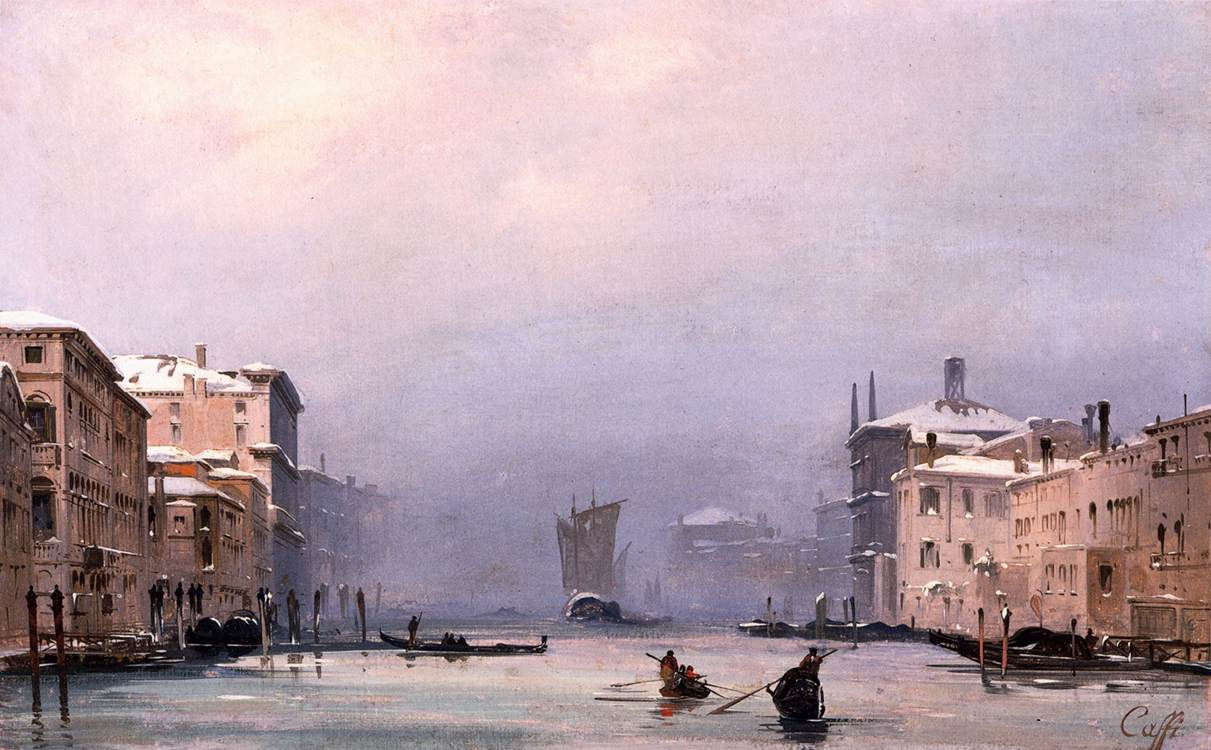
Neve e nebbia sul Canal grande, 1840.

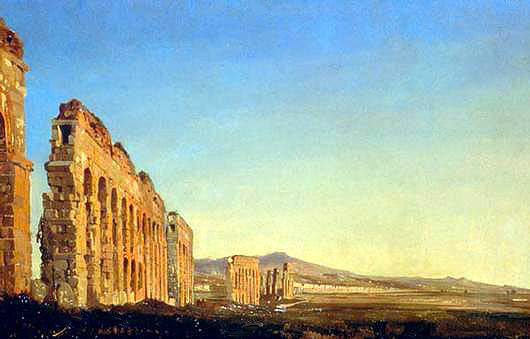
Acquedotto nella campagna romana, 1843.

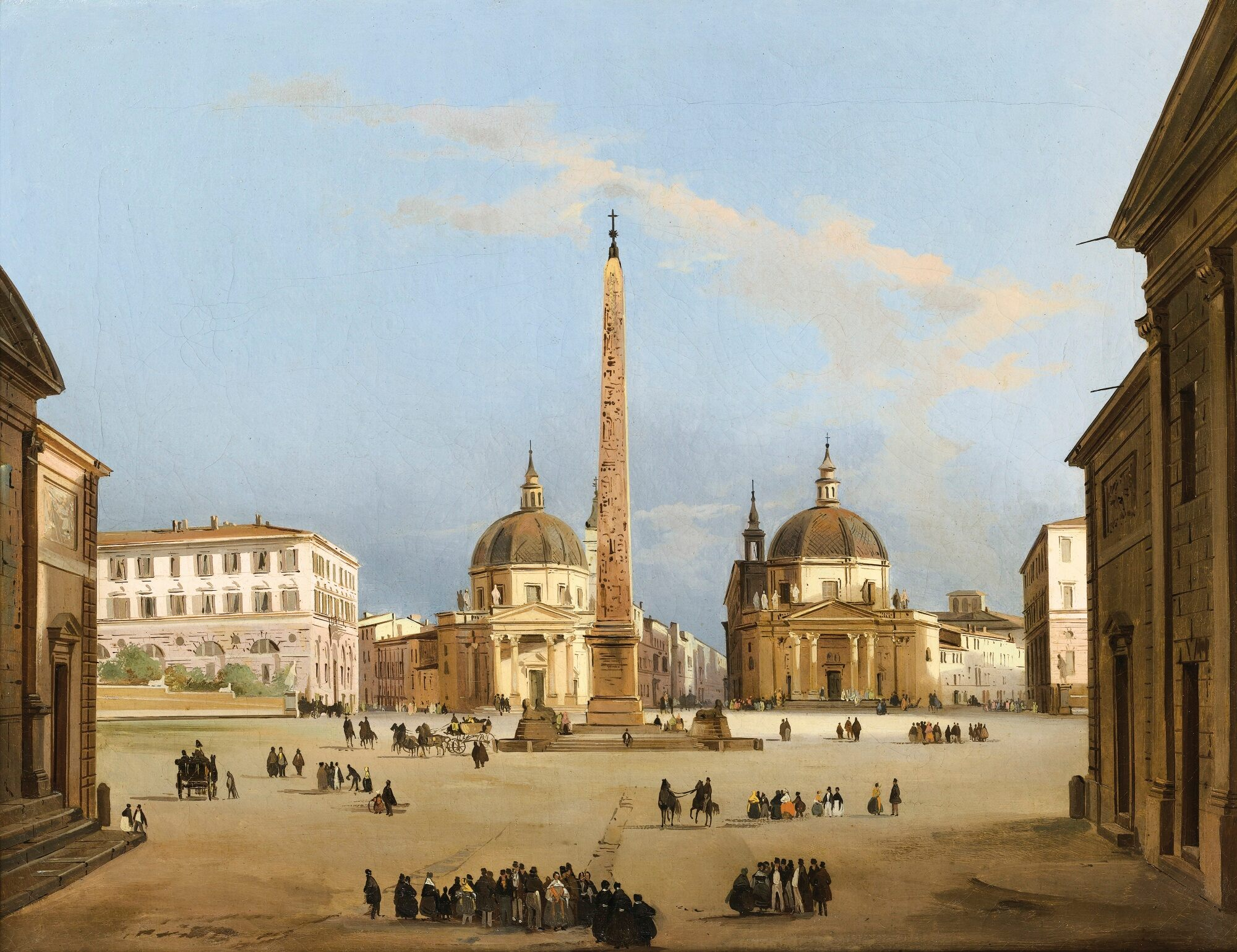
Piazza del Popolo (Roma), 1847.

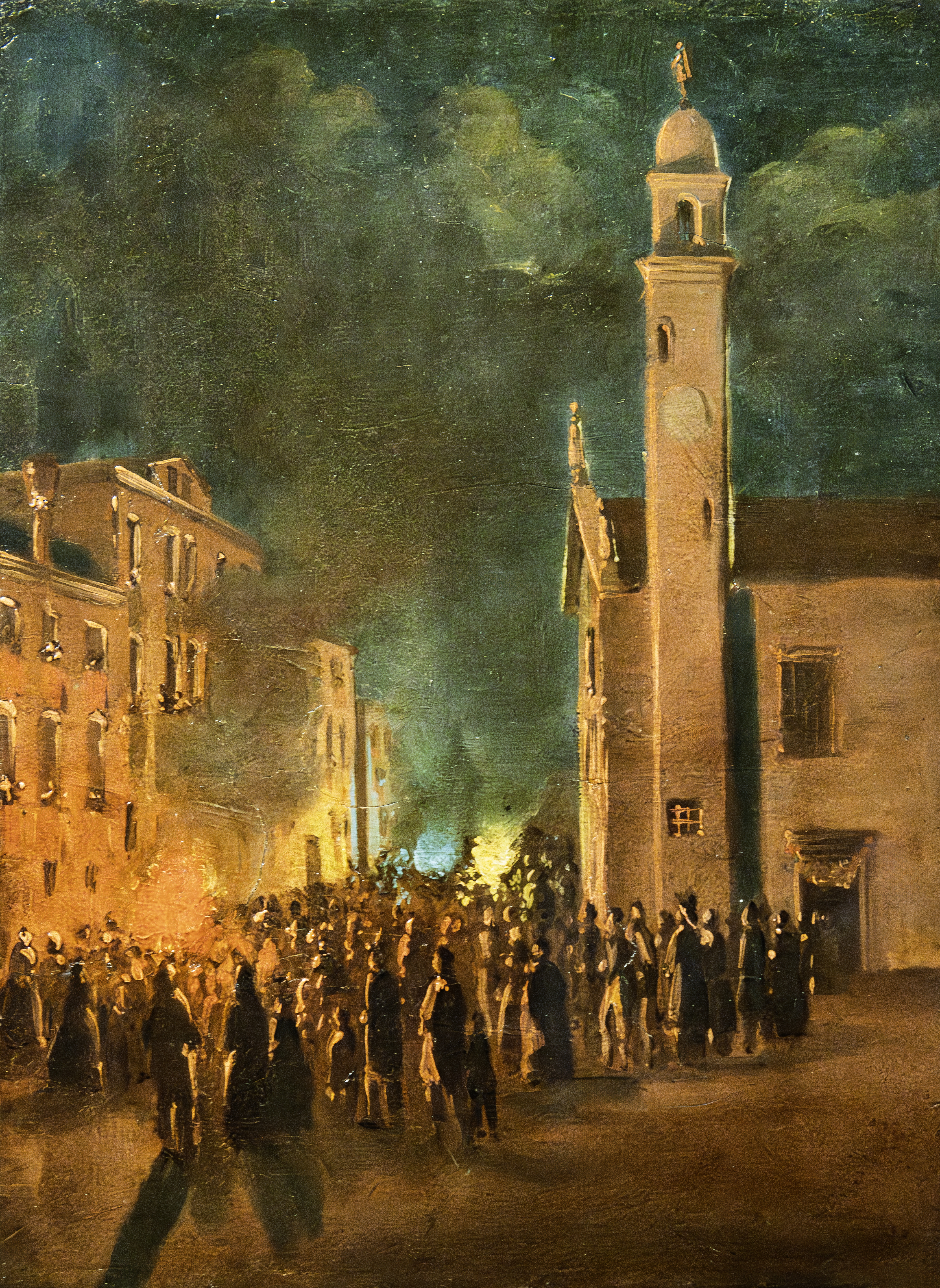
Festa notturna con fuochi 1850
Museo civico Luigi Bailo Treviso

Domiciliato a Roma, si spostava spesso in altre città per esporre le sue opere. A Roma fece anche un viaggio nella mongolfiera del francese Francisque Arban (1815-1849), insieme al fotografo Giacomo Caneva (1813-1865), che lo colpì talmente, da spingerlo a dipingere due quadri quasi romantici.
Nel 1841 decorò la sala romana del Caffè Pedrocchi di Padova. Nel 1843 partì per Napoli e, di qui, per l'Oriente, visitando Atene, la Turchia, la Palestina e l'Egitto; tornò in Italia nel 1844, carico di schizzi e di opere.
Nel 1848 lasciò Roma, partendo per il Friuli, dove si arruolò nella guerra contro l'Austria; fatto prigioniero, evase, fermandosi a Venezia per un anno. Nel 1849 si stabilì a Genova, in Svizzera e nel 1850 a Torino.
Dopo una serie di viaggi a Londra, dove espose all'Esposizione Universale, a Parigi e in Spagna, nel 1855 tornò a Roma e dal 1858 di nuovo a Venezia, dove subì un processo per "crimine di pubblica violenza".
Nel 1860 fu prigioniero politico nelle carceri di San Severo per tre mesi, a causa delle sue frequenti visite a Torino e Milano, che destavano i sospetti delle autorità austriache. Da lì tornò a Milano, poi si recò a Napoli, aggregandosi all'esercito garibaldino.
Dopo il 1860, con l'Unità d'Italia, Caffi tornò a Venezia, riprendendo a dipingere.
Morì nell'affondamento della nave Re d'Italia durante la battaglia di Lissa del 1866, nel pieno svolgimento della terza guerra di indipendenza, dopo aver lasciato Venezia in direzione di Firenze e, da lì, Taranto; la sua fine è stata eternata in versi dall'amico poeta Sebastiano Barozzi, nel XXXVIII capitolo del suo poderoso poema Cronaca del popolo durante la redenzione d'Italia: «Navi malconce in quella parte, e in questa / qual s'affonda, qual preda è dell'ardore. / E Caffi in mezzo ai flutti ansante, affranto / che scomparisce, e torna a tanto a tanto. // E lagrimando: - Oh Ippolito diletto / ah in qual forma adempi a' tua promessa!... / L'intenso amor dell'arte, il grande affetto / di patria a morte ti menò per essa».
Per tutta la vita riuscì a tenere un tenore di vita abbastanza elevato, vendendo i suoi quadri, alcuni replicati moltissime volte, ai nobili europei, tra i quali lo stesso Principe d'Austria.
L'opera del Caffi, pur se ispirata ai modelli del Settecento veneziano, riuscì a modernizzare il vocabolario pittorico delle vedute, sia esplorando nuovi punti di vista, come nelle scene notturne, sia con temi inusuali, come il volo della mongolfiera.
Nonostante sia stato molto apprezzato in vita, Caffi ha dovuto attendere la metà degli anni Sessanta per essere seriamente considerato dagli storici dell'arte. Con la grande mostra allestita a Venezia in occasione del centenario della morte, è avvenuta la rivalutazione della sua pittura.
La sua produzione pittorica fu numerosissima e parte di essa andò perduta.
Al Museo civico di Belluno sono conservate solo poche opere:
- Festa notturna a San Pietro di Castello (olio su tela);
- La Salute e il Canal Grande con la neve (olio su tela);
- Carovana nel deserto (olio su tela);
- Belluno e il Monte Serva (olio su tela);
- Piazza San Marco con la nebbia (olio su tela).

Altre tele fanno parte di collezioni private e numerose altre opere sono conservate in musei, ville e palazzi di molte città italiane ed europee, tra le quali Città del Vaticano, Copenaghen, Roma, Torino, Treviso, Trieste, Venezia.